# Emil Rasch
Emil Rasch (* 11. Juni 1904 in Bramsche; † 3. März 1971 in Osnabrück) war ein Tapetenfabrikant, Politiker (CDU) und Mitglied des Niedersächsischen Landtages.

## Werdegang
Nach dem Besuch von Volksschule und Mittelschule in Bramsche besuchte Emil Rasch das Realgymnasium in Osnabrück und erlangte dort im Frühjahr 1922 die Hochschulreife. Zunächst absolvierte er bis zum Jahr 1924 eine kaufmännische Ausbildung in Industrie, Handel und Banken. Anschließend studierte er Rechts-, Staatswissenschaften und Nationalökonomie in Göttingen, Freiburg, Berlin und Münster. 1927 promovierte er zum Dr. jur.
1928 stieg er in die 1897 gegründete Hannoversche Tapetenfabrik Gebrüder Rasch ein, arbeitete selbständig als Kaufmann im In- und Ausland, wobei er häufige Reisen in das Vereinigte Königreich, die Niederlande, nach Frankreich, Belgien, die Schweiz, Italien und in die Vereinigten Staaten unternahm. Im Zweiten Weltkrieg wurde er zur Wehrmacht eingezogen (Januar 1941) und nahm am Deutsch-Sowjetischen Krieg teil. Nach Kriegsende setzte er seine Arbeit als selbständiger Kaufmann wieder fort. 
Durch seine Schwester, Maria Rasch, kam er mit der Idee des Bauhauses in Kontakt. Sein Vorschlag, für ihn Tapeten zu entwerfen, die unter der Bezeichnung „Bauhaus-Tapeten“ zum ersten Mal einen Markenartikelbegriff in dieser Branche kreierten, wurde vom Bauhaus aufgenommen, wenn auch zunächst noch um den Preis geringen kaufmännischen Erfolges. Die bis 1933 gemeinsam mit dem Bauhaus realisierte Bauhaus-Tapete ist noch heute ein wichtiger Teil der Produktion. Mit den „Rasch-Künstler-Tapeten“ setzte Rasch ab den 1950er Jahren ein weiteres Mal Maßstäbe für die industrielle Formgebung.
In der Britischen Besatzungszone wurde er Präsidiumsmitglied im Zusammenschluss der papierverarbeitenden Industrie sowie Mitglied im Rat für Formgebung. Er war 1949 bei der Gründungsversammlung des Deutschen Werkbundes (DWB) des Landes Niedersachsen anwesend und selbst von 1953 bis 1971 Mitglied im DWB West-Nord sowie Vorstandsmitglied des DWB e.V. seit 1950. Zudem bekleidete er 1946–1947 das Amt des Stadtverordneten. Vom 20. April 1947 bis 30. April 1951 war Rasch Mitglied des Niedersächsischen Landtages (1. Wahlperiode).